# Советология
Советоло́гия — междисциплинарное направление комплексных обществоведческих исследований, изучающих Советский Союз и его строй, общество, экономику и культуру. Возникло в США и Западной Европе в годы холодной войны (противостояния с СССР).
C распада СССР советология начинает рассматриваться больше как историческая дисциплина, став синонимом выражений «Советская история» (англ. Soviet history) и Soviet Studies.

## История развития советологии
Становление и развитие советологии имело несколько этапов, в ходе которых соперничали две школы: американская и британская. Первая в силу стратегической значимости данного направления исследований для США, вскоре заняла лидирующую позицию.
Развитие советологии можно разделить на пять этапов:
- 1917 — начало 1940-х годов;
- 1940-е — середина 1960-х годов;
- середина 1960-х — середина 1980-х годов;
- середина 1980-х — начало 2000-х годов[2];
- с начала 2000-х годов[1].

### Предпосылки возникновения (1917—1940-е гг.)
Хотя в 1917—1930-е гг. советология как полноценное направление исследований ещё не сложилась, этот период можно считать зачаточным периодом. В связи с Октябрьской революцией интерес к Советской России резко возрос в западных странах. До этого времени интерес вызывала, главным образом, история России, и лишь в связи с лингвистическими и филологическими, литературоведческими исследованиями. При этом, историей России в США практически не интересовались.
В эти годы интерес западной общественности к России удовлетворялся в основном русскими эмигрантами, вольно или невольно покинувшими страну в годы Гражданской войны, а также попавшими на Запад позднее. Именно они первое время были основными проводниками информации о России для западных исследователей. Помимо них, в этот период среди западных авторов, преобладали журналисты и специалисты технического профиля, работавшие некоторое время в Советской России, писатели и общественные деятели, занимавшие «левые» позиции политического спектра, члены профсоюзных делегаций, посещавшие Россию с дружественными визитами, а также «разочаровашиеся в России» деятели международного социалистического и рабочего движения.
В самом начале 1920-х гг. в США начался активный сбор документов и литературы по истории России, был создан Гуверовский институт войны, революции и мира. Американцы начали активно заниматься изучением истории России, а уже ближе к 1930-м гг. и истории Советской России. Первоначально их основным конкурентом на этом поприще была Великобритания, которая, однако, имела к России в большей степени академический интерес. Для США же формировавшийся Советский Союз представлял не только историко-академический, но и стратегический интерес как режим, принципиально противостоящий капитализму. Поэтому американские исследования России были гораздо больше ориентированы на современные события и события недавнего прошлого.
В 1920-е годы среди исследователей не было единой позиции в оценке нового государства, образовавшегося на месте Российской Империи. Замешательство вызывала в том числе политика НЭПа, которая резко расходилась с новой идеологией страны. Кроме того, попытки изучения современных событий были затруднены острым недостатком документов и сведений. Основными источниками информации были свидетельства эмигрантов и материалы официальной советской прессы.
Уже на первом этапе американская русистика советского периода была серьёзно политизирована, что ещё больше снижало объективность оценки событий в стране, возможность изучения которой и так была затруднена ввиду недостатка данных. Это привело к тому, что в 1930-е годы в западной советологии преобладала положительная оценка СССР, порой доходившая до крайности, так как западные исследователи использовали советскую прессу как один из главных источников. В то же время, автор классической работы «Русская революция» Уильям Чемберлин, который жил в СССР в 1922—1934 гг. занимал абсолютно противоположную мейнстриму позицию, так как воочию наблюдал те процессы, которые происходили в Советском Союзе. Кроме того, в этот период большой вклад в развитие данного направления исследований на Западе внесли сами русские иммигранты-экономисты, социологи и историки, которые активно изучали трансформацию советского общества и государства.
Наконец, американские исследования вплоть до второй половины 1940-х гг. практически не получали финансирования. До начала полноценного противостояния США и СССР, Холодной войны, главным источником средств являлись личные состояния отдельных увлечённых людей. Ситуация изменилась только с окончанием Второй мировой войны, когда в американской политике возник спрос на противодействие новому идеологическому противнику. С этого момента дальнейшая история советологии связана, главным образом, с американскими исследованиями.

### «Тоталитарный» этап советологии (1940—1960-е гг.)
Во второй половине 1940-х — 1960-х гг. советология переживала своё полноценное становление, центром которого были США. Проблемы финансирования уже не стояло, так как теперь эта область исследований была для государства приоритетной. При этом, исследователи столкнулись с серьёзной сложностью: изучение СССР должно было быть междисциплинарным, включающим не только историю, но и экономику, социологию, политологию и даже географию. Кроме того, трудно было сохранять академическую непредвзятость, так как это были исследования, во-первых, современных событий, а во-вторых, в капиталистических США многие исследователи выполняли правительственный заказ на исследования, при этом сами являясь ярыми антикоммунистами. Такая политизация поставила под вопрос саму научность советологии.
Именно на этом этапе сформировался первый комплексный теоретический подход к изучению СССР — тоталитарная школа советологии. Согласно ей, исследователи признавали безусловно тоталитарный характер советского государства, тоталитарность самого способа его создания и функционирования в целом. В рамках этой теории также подчёркивалось, что данный режим не имел реальной широкой поддержки в народе, даже в момент его установления (то есть Октябрьской революции 1917 г.). Во времена господства тоталитарной школы в западной историографии господствовало мнение, что «лояльность граждан при советском режиме все время была под вопросом» и основывалась лишь на страхе перед репрессивной мощью власти.
Помимо этого, советологи тоталитарной школы допускали безоговорочные сравнения Советского Союза с фашизмом Муссолини и нацистским режимом в Германии. Данная концепция отражала крайне политизированный период советологии в США и, одновременно с этим, лишала советологов возможности осуществлять действительно объективный анализ советского государства.
Существенной и важной особенностью советологии в этот, как и в более ранний период, являлось отсутствие открытой и достоверной как эмпирической, так и обобщённой информации — об обществе, экономике и народном хозяйстве, об устройстве и функционировании государственной и политической системы СССР. Внутри- и внешнеинформационную государственную политику СССР характеризовало наличие централизованной системной цензуры, секретности и целенаправленной дезинформации.
Большинство решений правящих страной аппарата ЦК КПСС и Правительства СССР имели гриф «секретно» (или «совершенно секретно»), статистическая информация таких государственных органов как Госплан, ЦСУ и других ведомств имели, как минимум, гриф «для служебного пользования». Текущие архивные фонды оставались закрытыми как для зарубежных исследователей, так и для большинства отечественных учёных.
Поэтому в советологии 1940-х — 1960-х гг. основными каналами получения информации являлись журналистика (открытые печатные издания) и разведка, а в научном анализе информации важное значение имели вторичный анализ данных, метод «включённого наблюдения», метод экспертных оценок и др. Аналогичный же подход применялся и к изучению других стран с закрытыми или тоталитарными режимами (КНР и КНДР). Также существенное значение для советологии тех лет имел так называемый «смоленский архив», попавший в США после Второй мировой войны.
Закрытость процесса принятия важнейших политических решений в эпоху Холодной войны высшим руководством страны привела к возникновению ещё одного направления исследований, являющегося частным ответвлением советологии — кремлинологии (то есть исследования сути, побуждений, принципов и методов принятия решений советской партийной и государственной верхушкой). В те годы понятия советология и кремлинология употреблялись зачастую в качестве синонимов.

### «Ревизионистский» этап советологии (середина 1960-х — середина 1980-х гг.)
Следующий виток развития советологии был связан с появлением новой ревизионистской школы советологии, которые стали противовесом сторонников тоталитарной теории. Новая концепция начала завоёвывать популярность в американских академических кругах, начиная со второй половины 1960-х гг., что было вызвано как политическими событиями в самих США, так и «оттепелью» в СССР, сделав возможными поездки некоторых западных исследователей в страну, которую они изучают. Помимо этого, сильнейшее влияние на американских советологов оказал историк из Великобритании Э. Х. Карр, который был сторонником подчёркнуто беспристрастной оценки исторических событий, за что даже подвергался порицанию и обвинениям в сталинизме и троцкизме.
Ревизионисты обратились от политической жизни к изучению советского общества и экономики СССР, стараясь подвергнуть сомнению выводы тоталитарной школы. Одним из основных выводов ревизионистов был пересмотр оценок отношения населения к власти (например, что широкая народная поддержка Сталина и его политики была реальностью, а не пропагандистской иллюзией, поскольку режим выражал по крайней мере некоторые интересы рабочего класса). Ревизионисты также стали ставить задачу не только поиска различий между Советским Союзом и западными странами, но и сходств. Ревизионисты гораздо больше внимания уделяли социальному аспекту в исследованиях Советского Союза.
Кроме того, некоторые из них всерьёз занялись изучением периода НЭПа как реакции на кризис политики военного коммунизма, а также заинтересовались фигурой Ленина, которая привлекала меньше внимания в среде «тоталитаристов». Помимо этого, новые ревизионистские исследователи были убеждены, что НЭП был не просто временным ослаблением хватки тоталитарной машины, но реальной возможностью альтернативного развития государства, а в качестве альтернативы сталинизму некоторые исследователи предлагали рассматривать троцкизм, а также идеи Бухарина. В частности, новый подход проявился в книге Э. Карра «История Советской России», где автор пересмотрел традиционный для советологов того времени взгляд на Октябрьскую революцию, заявив, что она стала всё же актом воли широких масс населения, а не переворотом, организованным ограниченной группой лиц, подчеркнул созидательную роль В. И. Ленина, указал на неплодотворность сравнений советского режима с фашистским или нацистским, а также сказал о неадекватности идей тоталитарной школы реальному положению дел в СССР, называя классическую теорию тоталитарного режима лишь «идеальным типом».
Помимо этого, ревизионисты обратились и к исследованиям советского крестьянства, жизни которого не придавалось должного значения ранее. Так, один из зачинателей ревизионистской традиции, М. Левин, анализировал отношения между крестьянством и советской властью, указывая, что одной из причин насилия над крестьянами было тяготение последних к старым традициям общинного земледелия, их относительная инертность. Кроме того, он стремился опровергнуть господствовавшее в тот период мнение об идейной монолитности советской элиты и общества.
Если в конце 1960-х были заложены лишь предпосылки, хотя и весьма весомые, то в 1970-х — 1980-х гг. ревизионистская школа стала доминирующей в советологии. В связи с внутриполитическими изменениями в СССР со смертью Брежнева и приходом Горбачёва, советологи всё больше склонялись к тому, что единую линию развития тоталитарного режима, начиная от Ленина к Сталину и далее, провести невозможно. Политическая и социальная история Советского Союза оказалась противоречивой, намного более сложной, чем представляли себе «тоталитаристы». Кроме того, последовательно пересматривая тоталитаристскую концепцию, ревизионисты делали акцент на том, что приход к власти именно Сталина не был предопределён партийной номенклатурой, а стал возможен благодаря его личностным качествам вкупе с объективными историческими условиями. Более того, многие представители этой школы полагали, что советская элита в своей массе вовсе не была монолитной, внутри неё не существовало никакого «тоталитарного консенсуса», и действия Сталина признавались далеко не всеми.

### «Архивная революция» и распад СССР (середина 1980-х — начало 2000-х гг.)
С приходом М. С. Горбачёва к власти как для западных советологов, так и для отечественных исследователей постепенно начали открываться партийные и государственные архивы с огромным количеством ранее засекреченной информации. В этот период происходит переопределение проблематики изучения советологии, она становится, с одной стороны, более исторически-ориентированной, так как вопрос текущего политического и идеологического противостояния постепенно переставал быть актуальным. Свой вклад в радикальное изменение советологии внёс и распад СССР. С одной стороны, это означало деполитизацию советологии и её превращение в более историческую и менее ангажированную, чем прежде, дисциплину. С другой стороны, стало возможным критически анализировать всю советологию в целом, пересмотру оценок стали подвергаться реальные результаты исследований, что ставило под сомнение успешность разработок в этой области в целом, ведь большинству советологов не удалось предсказать распад СССР. Это вызвало определённый кризис в советологии: распад СССР вызвал ожесточённую дискуссию в академической среде, так как одни учёные считали, что с крахом Советского Союза должно закономерно исчезнуть и само направление исследований, другие же полагали, что теперь советология должна была стать областью сугубо исторических изысканий.
Несмотря на пессимизм ряда учёных, советология в 1990-х — начале 2000-х продолжала существовать, причём вполне успешно. Открытие огромного объёма архивной информации сподвигло американских, английских, ирландских советологов заняться более детальным изучением советской истории, в особенности наиболее спорного и ранее засекреченного её этапа — эпохи сталинизма. Это привело к появлению новых вопросов, которые не могли быть исследованы ранее в силу недоступности архивов и других труднодоступных источников.
Это привело к тому, что в середине-конце 1980-х гг. появляется новое поколение советологов, в котором можно выделить «постревизионистский» и «неототалитарный» тренды. Если постревизионистский тренд был вызван в первую очередь переопределением и расширением проблематик изучения советского общества, снятию дихотомии «тоталитарный» — «ревизионистский» и активному изучению властных отношений в СССР, то документальные данные о жертвах сталинского террора в СССР и иных репрессивных процессах, происходивших под грифом «секретно», сделали многие старые заявления ревизионистов нерелевантными и одновременно с этим способствовали второму подъёму тоталитаристов, к которым в тот период относились Збигнев Бжезинский, Р. Пайпс, М. Малиа и другие, в том числе представители «старой гвардии».
Стоит отметить, что и некоторые старые ревизионистские идеи получают продолжение: в частности, в 1988 году издаётся книга Стивена Коэна о Н. И. Бухарине, что возобновляет дискуссии о нереализованных альтернативах Сталину. В этот период происходят и два сдвига, характерные для постревизионистской науки на рубеже тысячелетий: преодоление условного разделения в изучении российской истории между имперским и советским периодами, а также помещение их в общеевропейский контекст. В частности, Луис Сигельбаум выделяет три аспекта, на которых делает акцент литература, вдохновленная в этот период взаимодействием колумбийской и чикагской школ советологии:
- империя/национальность/окраины/регионы;
- идентичность/субъективность;
- аспекты государственного террора и ГУЛАГа, ранее недостаточно изученные или неизвестные[1].

Стоит также отметить, что на этот период приходится постепенное стирание ряда различий между западными советологами и российскими исследователями советского периода: начинают появляться возможности для диалога между исследователями западных стран и постсоветского пространства, начинают активно переводиться на русский язык зарубежные советологические издания, и на английский — постсоветские.

### Современный этап советологии (с начала 2000-х гг.)
Дальнейшее вовлечение архивных, устных и иных источников в научный оборот привело к появлению ряда «смешанных» исследователей: в частности, ряд постсоветских историков начал работать в западных университетах, а ряд западных — в постсоветских. Это привело к дальнейшему стиранию границ между школами как советологии, так и российской традиции исторической науки советского периода.
В это же время исследователи стали больше внимания уделять конкретным событиям в конкретных регионах Советского Союза, активно применять дискурс-анализ.
Луис Сигельбаум выделяет шесть перспективных полей исследования современной советологии послесталинского СССР:
- сферы общественного и частного в СССР;
- потребление и материальную культуру;
- советское пространство как транснациональное или транскультурное;
- изучение миграции в СССР;
- изучение молодежи и молодежной культуры;
- отдельное рассмотрение брежневской эпохи[1].

## Лингвистическая советология
Одним из направлений советологии является лингвистическая советология, которая появилась как отражение общей тенденции к «лингвистическому повороту» в историографии XX века. В рамках данной дисциплины особое внимание советологи уделяют дискурсу публичных политиков, языковым особенностям различных групп внутри советского общества. Особый интерес к языку в Советском Союзе был обусловлен тем, что западные исследователи отчётливо видели раскол между старым, русским языком и новым, «советским». Кроме того, и внутри этого языка учёные выделяли различные «диалекты».
Одним из объектов исследований в рамках данного направления стал язык советской публичной власти, который получал названия «бюрократического» или «тоталитарного». Он изобиловал неологизмами, а использование этого языка представлялось способом выражения лояльности действующему порядку. Кроме того, этому «официальному» языку противостоял язык диссидентов, которые пользовались различными иносказательными оборотами для выражения своих идей.
До начала холодной войны внимание исследователей, работавших в этой области, было привлечено к тем трансформациям, которые произошли в русском языке после прихода большевиков к власти. Так, Андре Мазон указывал, что некоторые слова изменили своё значение, другие, уже, казалось бы, забытые, вновь начали использоваться, однако в несколько другом контексте. Наконец, существовало множество неологизмов и устойчивых фраз, которые были актуальны конкретно для эпохи раннего СССР.

## Экономическая советология
Специфическая нерыночная экономика в СССР, распространение в мире социализма советского типа дали импульс появлению нового раздела экономической теории, часто называемого экономической советологией и подразумевавшего активное изучение (особенно в США) советской экономики в период между окончанием Второй мировой войны и распадом СССР. В этих новых разделах экономической теории при рассмотрении новых объектов исследования использовались многие идеи экономического мейнстрима. Вместе с тем обнаружились многочисленные явления, ранее не изучавшиеся экономической теорией мейнстрима. Их анализ содействовал развитию самой экономической теории мейнстрима.

Значительная часть российской истории не просто изложена иностранцами, она только иностранцами и изучена и, по-хорошему, известна в основном из зарубежных монографий. Невозможно представить курс, скажем, экономической истории России XX века без работ Александра Гершенкрона, Алека Ноува, Грегори Гроссмана, Абрама Бергсона, Пола Грегори.— Константин Сонин

## Исследовательские институты и центры
- Институт восточно-европейских исследований (Фрибур, Швейцария)
- Федеральный институт восточных и международных исследований (бывший Федеральный институт по изучению марксизма-ленинизма; Кёльн, ФРГ (1961—2000)
- Русский Институт Армии США (Гармиш-Партенкирхен, ФРГ)
- Институт по изучению истории и культуры СССР (Мюнхен, ФРГ)
- Архив А. Ф. Керенского в Центре гуманитарных исследований Техасского университета
- Институт Гарримана при Колумбийском университете
- Гуверовский институт войны, революции и мира при Стенфордском университете. Сан-Франциско, США
- Центр Дэвиса при Гарвардском университете, США
- Институт Кеннана при Международном научном центре имени Вудро Вильсона, США

## Наиболее известные советологи
- Александр Зиновьев
- Уильям Буллит
- Абдурахман Авторханов (историк, политолог)
- Ален Безансон (историк, философ)
- Джон Армстронг (историк, политолог)
- Збигнев Бжезинский (политолог)
- Юзеф Бохеньский (философ, логик)
- Николя Верт (историк)
- Густав Веттер (философ-иезуит)
- Михаил Восленский (политолог)
- Михаил Геллер (историк)
- Лорен Грэхэм (историк)
- Карр, Эдуард Харлет (историк)
- Элен Каррер д’Анкосс (историк, политолог)
- Асен Игнатов (философ, психолог)
- Эндрю Качинс (политолог)
- Джордж Кеннан (дипломат)
- Роберт Конквест (разведчик, дипломат, историк)
- Стивен Коэн (историк)
- Майкл Макфол (политолог)
- Александр Некрич (историк)
- Ричард Пайпс (историк)
- Александр Рабинович (историк)
- Кондолиза Райс (политолог)
- Роберт Тёрстон (историк)
- Маршалл Д. Шульман (политолог, филолог)
- Александр Янов — историк

Экономисты
- Абрам Бергсон
- Игорь Бирман
- Маршалл Голдман
- Пол Грегори
- Грегори Гроссман
- Роберт Дэвис
- Алек Ноув
- Майкл Эллман
- Наум Ясный

## Научные издания
- Cahiers du Monde russe;
- Kritika: Explorations in Russian and Eurasian History;
- Problems of Communism[англ.], журнал. После 1992: «Problems of Post-Communism», ISSN 1075-8216:
- Russian Review
- Slavic Review;
- Soviet History.